# Aminobacter aminovorans
Aminobacter aminovorans es una especie de bacterias perteneciente al género Aminobacter.
Los organismos de A. aminovorans son bacterias Gram-negativas que habitan los suelos.